# DieselHouse
DieselHouse er et oplevelses- og videnscenter beliggende på H.C. Ørstedsværket i Sydhavnen i København med indkørsel fra Vasbygade. Det etableret som et samarbejde mellem Københavns Museum og MAN B&W Diesel A/S. Det åbnede i 2006.
Centeret er opbygget omkring en kæmpe B&W dieselmotor fra 1932, som gennem 30 år var verdens største dieselmotor med 22.500 hk. Dens formål var to gange dagligt at levere elektricitet til København under spidsbelastninger af el-nettet.
Motoren er bygget som en dobbelt virkende 8 cylindret totaktsmotor med en boring på 840 mm og en slaglængde på 1500 mm. Generatoren blev bygget af svenske ASEA (i dag ABB).
Under 2. verdenskrig spillede motoren en vigtig rolle i frihedskampen, idet værkets egen modstandsgruppe brugte den som gemmested for våben.[kilde mangler]
Dieselmotoren er stadig funktionsdygtig, men er ikke længere tilsluttet el-nettet. Som demonstration for publikum aktiveres den fast to gange om måneden, samt ved specielle lejligheder (f.eks. Kulturnat).
Museet rummer også den første dieselmotor fra B&W i 1904 (B&W nr. 1), der udstyret med 1 cylinder, et svinghjul på 8 tons og yder 40 hk. Den fungerer stadigvæk og startes en gang ugentligt for publikum.
Under strømafbrydelsen 23. september 2003 spillede den store B&W dieselmotor en nøglerolle i genoprettelsen af elforsyningen, da motoren kunne starte ved egen kraft og ikke havde brug for tilført elektricitet til elektromagneterne.[kilde mangler]
Generatoren på DM884-WS-150 blev først frakoblet nettet i september 2005, i forbindelse med ændring af bygningen til DieselHouse.
Motoren blev startet kl. 12:30 da strømudfaldet skete og kørte til kl. ca. 19:30.[kilde mangler]
Hvis man er så heldig at overvære en start af den store dieselmotor, anbefales høreværn, da larmen er enorm.